# دیمیترو تیپوشکین
دیمیترو تیپوشکین (اوکراینی: Дмитро Альбертович Тяпушкін؛ زادهٔ ۶ نوامبر ۱۹۶۴) بازیکن فوتبال اهل اتحاد جماهیر شوروی سوسیالیستی است.
از باشگاه‌هایی که در آن بازی کرده‌است می‌توان به باشگاه فوتبال زسکا مسکو، باشگاه فوتبال ینی‌سئی کراسنویارسک، باشگاه فوتبال اسپارتاک مسکو، باشگاه فوتبال موردوویا سارانسک، باشگاه فوتبال دینامو مسکو، و باشگاه فوتبال سوکول ساراتوف اشاره کرد.
وی همچنین در تیم ملی فوتبال اوکراین بازی کرده‌است.